# Millette Alexander
Millette Alexander (nacida el 11 de agosto de 1933 en la ciudad de Nueva York) es una actriz estadounidense y concertista de piano, más conocida por haber interpretado a la Dr. Sara McIntyre Gantry Werner Blackford Thorpe en The Guiding Light de enero de 1969 a enero de 1983. También es conocida por sus tres papeles en la serie de televisión The Edge of Night y por haber interpretado a Sylvia Hill Suker, R. N. en As the World Turns.

## Primeros años y educación
Alexander quería ser concertista de piano, pero se decantó por la interpretación. Se especializó en teatro en la Universidad de Noroeste.

## Carrera en la actuación
Alexander es más recordada por interpretar a tres personajes diferentes en The Edge of Night en los años cincuenta y sesenta. Esos personajes se llamaban Gail Armstrong (1958-1959), una artista comercial; Laura Hathaway Hillyer (1966-1967), una mujer de la alta sociedad, casada con Orin Hillyer; y por último, su hermana gemela idéntica perdida hace mucho tiempo, Julie (Hathaway) Jamison Hubbard Hillyer (1967-1968). Más tarde apareció como la pistolera Gloria Saxon en la serie de corta duración From These Roots. En 1956, cuando el reparto de The Edge of Night seleccionó a Sara Lane para el papel femenino principal, le ofrecieron el papel a Millette, pero lo rechazó. No quería comprometerse con un papel que iba a durar mucho tiempo. Más tarde interpretó tres papeles muy diversos (incluido uno de los primeros papeles dobles en la televisión diurna) que disfrutó mucho. También actuó en As the World Turns de 1964 a 1966 en el papel de la enfermera Sylvia Hill Suker.
Alexander asumió el papel de la Dra. Sara McIntyre #3 en la serie The Guiding Light desde enero de 1969 hasta enero de 1983, interpretando a la madre adoptiva del personaje T.J. Werner, un papel interpretado por T.J. Hargrave (1974-1978) y más tarde por Kevin Bacon (1980-1981), Christopher Marcantel (1981) y finalmente por Nigel Reed (1981-1982). Su personaje estuvo casado con Lee Gantry, el Dr. Joe Werner, Dean Blackford y Adam Thorpe (padre del infame Roger Thorpe). El papel había sido creado por la actriz Patricia Roe. Su personaje fue eliminado de la trama cuando Alexander abandonó la serie por decisión propia. El traslado coincidió con el deseo de Alexander de dedicarse profesionalmente al piano a tiempo completo, con su compañero de dúo pianístico Frank Daykin.

## Carrera musical
El dúo de pianos Alexander y Daykin ha actuado en la Salle Gaveau de París y en el Weill Recital Hall del Carnegie Hall de Nueva York (tres veces) con gran éxito de crítica. Han grabado dos CD para Connoisseur Society: Die Kunst der Fuge" de Bach (ganador del American Record Guide 10 Best New Releases de 1996), y "Paris Originals" (obras maestras francesas del siglo XX para cuatro manos). The New York Times dijo: "Hacen música como uno solo". Y el Toronto Citizen, en una crítica del CD de Bach, los aclamó como "seguramente uno de los mejores dúos de piano del mundo actual".

## Vida personal
Los hijos de Alexander son Adam, William y Jennifer, y también tiene varios nietos. Fue nuera de Oscar Hammerstein II antes de divorciarse de su esposo.
Alexander es la fundadora de Chamber Music Central, un campamento de verano de música de cámara para niños en el condado de Fairfield, Connecticut.